# Bob Davis
Robert "Bob" Davis (Bronx, Nueva York, 2 de abril de 1950) es un exjugador de baloncesto estadounidense que disputó una temporada en la NBA. Con 2,00 metros de estatura, jugaba en la posición de alero.

## Trayectoria deportiva

### Universidad
Tras pasar dos años en el Canton Tech Junior College, jugó durante dos temporadas con los Wildcats de la Universidad Estatal de Weber, en las que promedió 19,7 puntos y 10,7 rebotes por partido. En sus dos últimas temporadas fue incluido en el mejor quinteto de la Big Sky Conference, loderando el último año la conferencia en anotación y rebotes, con 23,1 puntos y 11,1 rechaces por encuentro.

### Profesional
Fue elegido en la decimocuarta posición del Draft de la NBA de 1972 por Portland Trail Blazers, y también por Pittsburgh Condors en el draft de la ABA, firmando por los primeros. Jugó únicamente 9 partidos en los que promedió 1,8 puntos.
En septiembre de 1973 fue despedido por los Blazers, retirándose del baloncesto en activo.

## Estadísticas de su carrera en la NBA

### Temporada regular
| Temporada | Edad | Equipo                 | Liga | P | TIT | MIN | TC  | TCA | %TC  | 3P | 3PA | %3P | TL  | TLA | %TL  | R.OF. | R.DEF. | REB | ASIS | ROB | TAP | PER | FP  | PTS |
| 1972-73   | 22   | Portland Trail Blazers | NBA  | 9 |     | 4.6 | 0.7 | 3.1 | .214 |    |     |     | 0.4 | 0.7 | .667 |       |        | 0.6 | 0.2  |     |     |     | 0.6 | 1.8 |
| Total     |      |                        | NBA  | 9 |     | 4.6 | 0.7 | 3.1 | .214 |    |     |     | 0.4 | 0.7 | .667 |       |        | 0.6 | 0.2  |     |     |     | 0.6 | 1.8 |